# Phaeoscincus
Phaeoscincus — рід сцинкоподібних ящірок родини сцинкових (Scincidae). Представники цього роду є ендеміками Нової Каледонії.

## Види
Рід Phaeoscincus нараховує 2 види:
- Phaeoscincus ouinensis Sadlier, Shea, & Bauer, 2014
- Phaeoscincus taomensis Whitaker, Smith, & Bauer, 2014

## Етимологія
Наукова назва роду Phaeoscincus походить від сполучення слів дав.-гр. φαιος — коричневий і σκιγκος — ящірка, сцинк.